# Gillingham (Norfolk)
Gillingham – wieś w Anglii, w hrabstwie Norfolk, w dystrykcie South Norfolk. Leży 25 km na południowy wschód od Norwich i 158 km na północny wschód od Londynu.
Miejscowość liczy 650 mieszkańców.